# Многослоен перцептрон
Многослоен перцептрон (на английски: Multilayer Perceptron, MLP) е клас изкуствена невронна мрежа с право разпространение на сигнала (feedforward) и обратно разпространение на грешката (back propagation). Състои се от поне три слоя възли на мрежата. С изключение на входните възли (входове), всеки възел представлява неврон, който използва нелинейна активационна функция. Многослойният перцептрон използва техника на обучение с учител (supervised learning).
Многослойните перцептрони са полезни в научноизследователската работа, поради способността им да решават задачи стохастично, което често позволява намирането на приблизителни („достатъчно добри“) решения на изключително сложни задачи (например апроксимация на фитнес функция). Те са универсални апроксиматори на функции, както показва теоремата на Цибенко, така че могат да се използват за създаването на математически модели на базата на регресионен анализ, като по-специално са подходящо средство за решаване на задачи за класификация.
Многослойните перцептрони са популярен инструмент на машинното обучение от 1980-те, като намират приложения в различни области като разпознаване на текст, разпознаване на образи, машинни преводи, но около края на века биват изместени от т.нар. машини с поддържащи вектори (support vector machines). Интересът към мрежите с обратно разпространение се завръща след успеха на т.нар. дълбоко учене (deep learning).